# Knight Rider
Knight Rider is een Amerikaanse televisieserie uit de jaren 80 met David Hasselhoff in de gedaante van Michael Knight die samen met zijn technisch zeer geavanceerde kunstmatig intelligente auto genaamd KITT de misdaad bestrijdt. De serie bestond uit 90 afleveringen van elk 45 minuten, die in Nederland door de TROS zijn uitgezonden. Naast de serie verschenen er ook televisiefilms. Dit waren onder andere Knight Rider 2000 en Knight Rider 2010. De serie werd geproduceerd door Glen A. Larson voor NBC en werd in de Verenigde Staten uitgezonden van 26 september 1982 tot 8 augustus 1986.

## Verhaal
Het verhaal begint wanneer politieagent Michael Long wordt verraden en neergeschoten door Tanya Walker. Hij wordt voor dood achtergelaten maar overleeft de aanslag door een metalen plaat in zijn voorhoofd. Zijn gezicht is echter zwaar beschadigd. Hij wordt officieel doodverklaard en opgenomen door de FLAG (Foundation for Law And Government), een misdaadbestrijdingsorganisatie opgezet door Wilton Knight, om in te grijpen tegen criminelen waar de politie niet tegenop kan. Hij is in hun ogen de perfecte kandidaat vanwege zijn goede vaardigheden op het gebied van zelfverdediging, ervaringen als politieagent en door zijn voorkeur om alleen te werken. Door plastische chirurgie krijgt Michael een nieuw gezicht en gaat voor FLAG werken als Michael Knight. Samen met de supergeavanceerde auto KITT (Knight Industries Two Thousand) zet hij Wilton Knights werk voort onder leiding van diens vriend en directeur van FLAG Devon Miles. Michaels eerste missie betreft de criminelen die hem als Michael Long hebben neergeschoten.
Michael en KITT hadden meestal elke aflevering een andere tegenstander. Michael focuste zich niet op één soort crimineel en vocht in de serie onder anderen tegen moordenaars, terroristen, saboteurs, psychopaten en een militaire groep. Geregeld kwamen Michael en KITT vijanden tegen die ze volgens eigen zeggen al eerder hadden bevochten, maar die nog niet eerder in een aflevering te zien waren.
Een paar schurken hadden meerdere rollen in de serie. De bekendste hiervan was Garthe Knight, de criminele zoon van Wilton Knight en de man wiens gezicht model stond voor dat van Michael toen hij plastische chirurgie onderging. Garthe deed in twee afleveringen mee. Hij zat in een Afrikaanse gevangenis en wil bij terugkeer in de VS wraak op de FLAG organisatie en vooral op Michael. Hij bouwt een vrachtwagen met hetzelfde onverwoestbare pantser als KITT, genaamd Goliath. Een andere bekende tegenstander is KARR (Knight Automated Roving Robot), een vijandig prototype van KITT. Door een programmeerfout van Wilton Knight heeft KARR geen geweten en is gevaarlijk doordat zijn primaire functie 'zelfbehoud' is. KITT daarentegen beschermt de mensen die hij dient en neemt geen onnodige risico's om zodoende alle menselijk leven te beschermen.
KITT heeft duidelijk een eigen karakter en Michael en hij bekvechten regelmatig zodat ze soms zelfs een getrouwd stel lijken wat tot komische situaties leidt. Ze hebben wel een emotionele band met elkaar en kijken goed naar elkaar om. Een terugkerende grap is dat KITT wanneer hij alleen is, contact legt met voorbijgangers of lastiggevallen wordt door bijvoorbeeld autodieven. Verder reageren passagiers en voorbijgangers regelmatig verbaasd als ze KITT uit zichzelf zien rijden. Soms gaat het mis met KITT doordat hij door criminelen nieuwe chips heeft gekregen en Devon moet vermoorden of zijn geheugen kwijtraakt. Ook moet KITT zich regelmatig bewijzen tegen andere voertuigen, graafmachines en bommen.

## Productie
De serie werd geproduceerd in een tijd dat de computer langzaam haar intrede deed in het dagelijks leven waardoor de zelfrijdende auto en het gebruik van chips voor allerlei toepassingen sterk tot de verbeelding sprak. Voor de serie koos producent Glen A. Larson voor de toen net nieuwe derde generatie Pontiac Firebird. Één auto werd ingericht als KITT met het beroemde dashboard, meerdere andere auto's werden omgebouwd tot stuntauto's. Het interieur van KITT zou meerdere malen aangepast worden en de auto zou steeds meer gadgets krijgen. In het vierde seizoen kreeg hij Super Pursuit Mode (waardoor hij extreem snel kon rijden) en de mogelijkheid om zichzelf om te bouwen tot cabriolet. De stem van KITT werd pas na de opnames ingesproken in een studio door William Daniels. David Hasselhoff en de stem van KITT zouden elkaar pas na zes maanden treffen tijdens een feest.
Edward Mulhare werd binnengehaald voor de rol van Devon Miles. Hij speelde de nette, volwassen tegenpool van Michael Knight om zo de serie meer evenwicht en klasse te geven. Na het eerste seizoen werd Patricia McPherson (Bonnie) ontslagen na een uit de hand gelopen conflict met de producer. Ondanks bemiddeling van Hasselhoff werd ze vervangen door Rebecca Holden. In het derde en vierde seizoen keerde ze weer terug. Catherine Hickland, destijds de verloofde van Hasselhoff speelde een rol in de aflevering White Bird. In de aflevering Mouth of the Snake is David Hasselhoff weinig in beeld omdat hij tijdens de opnamen op huwelijksreis was.
In de loop van de tijd werden er meerdere auto's met het uiterlijk van KITT aangeschaft, elk met aparte eigenschappen voor verschillende stunts. Veel van deze stunts werden gedaan door Jack Gill, een stuntman die eerder aan The Dukes of Hazzard had gewerkt. In de aflevering Give Me Liberty...Give Me Death springt KITT over een auto die lijkt op de General Lee. Een van de sprongscènes werd in meerdere afleveringen gebruikt. Om KITT zonder bestuurder te laten rijden werd de auto soms aan ander voertuig gehangen waar vanuit gefilmd werd. In een aantal afleveringen is de constructie zichtbaar onder de voorbumper waarmee de auto voortgetrokken kon worden. Als de auto zelf reed, zonder bestuurder, zat Jack Gill op de achterbank met zijn armen en benen door de bestuurdersstoel gestoken. Deze scènes waren altijd kort. Sommige scènes waarbij KITT zelf kwam aan rijden, Michael Knight erin sprong en ze vervolgens samen wegreden leidden regelmatig tot ruzies over wie nu de auto mocht besturen, David of Jack. Tijdens het eerste seizoen leerde David de auto steeds beter te besturen en ging zelf ook stunts doen, met name een draai van 180 graden door met 70km/u de handrem aan te draaien. Totdat hij tegen een boom reed en van de producer geen stunts meer mocht doen.

## Karakters

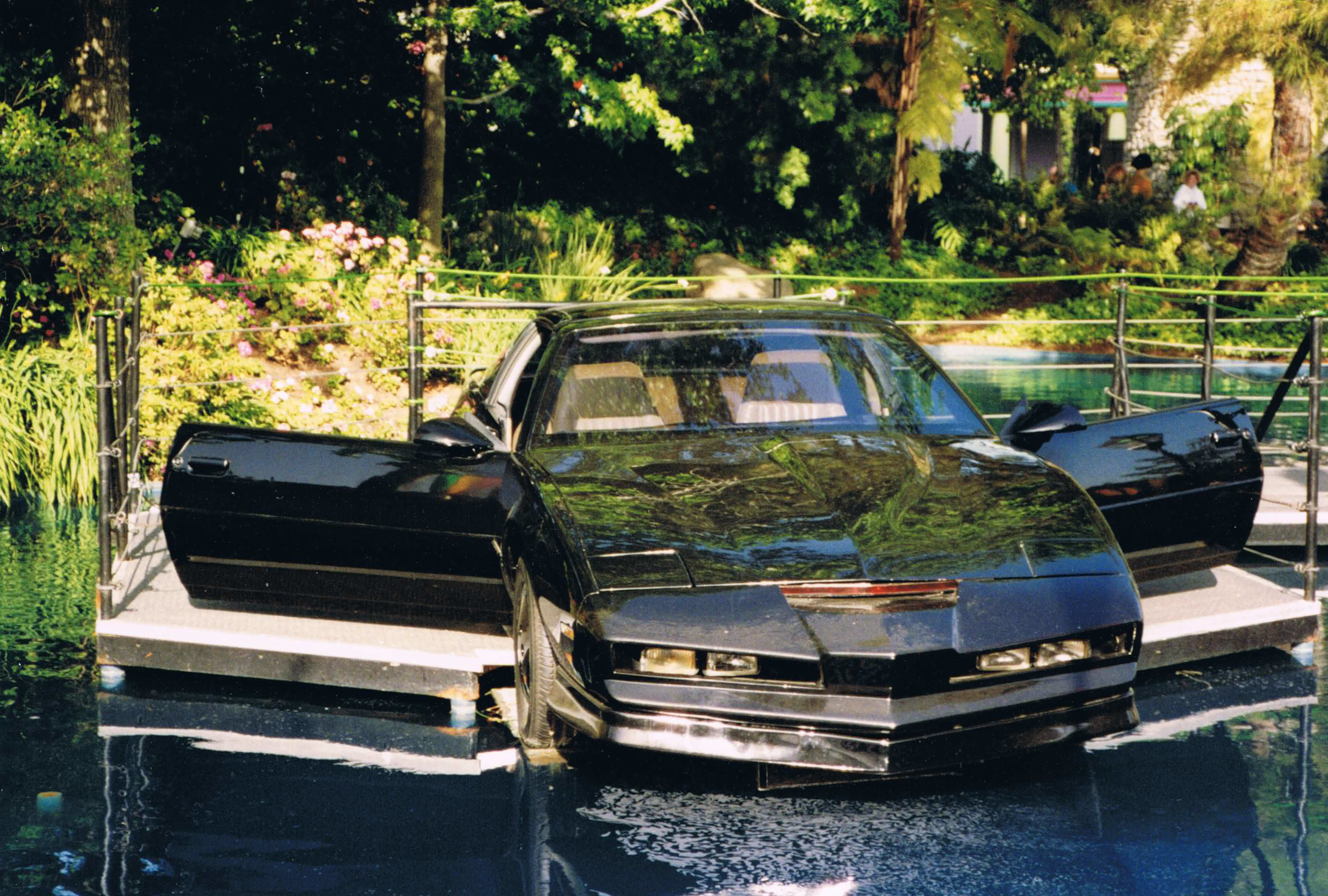
KITT, de superauto uit Knight Rider, tentoongesteld bij de Universal Studios Hollywood.

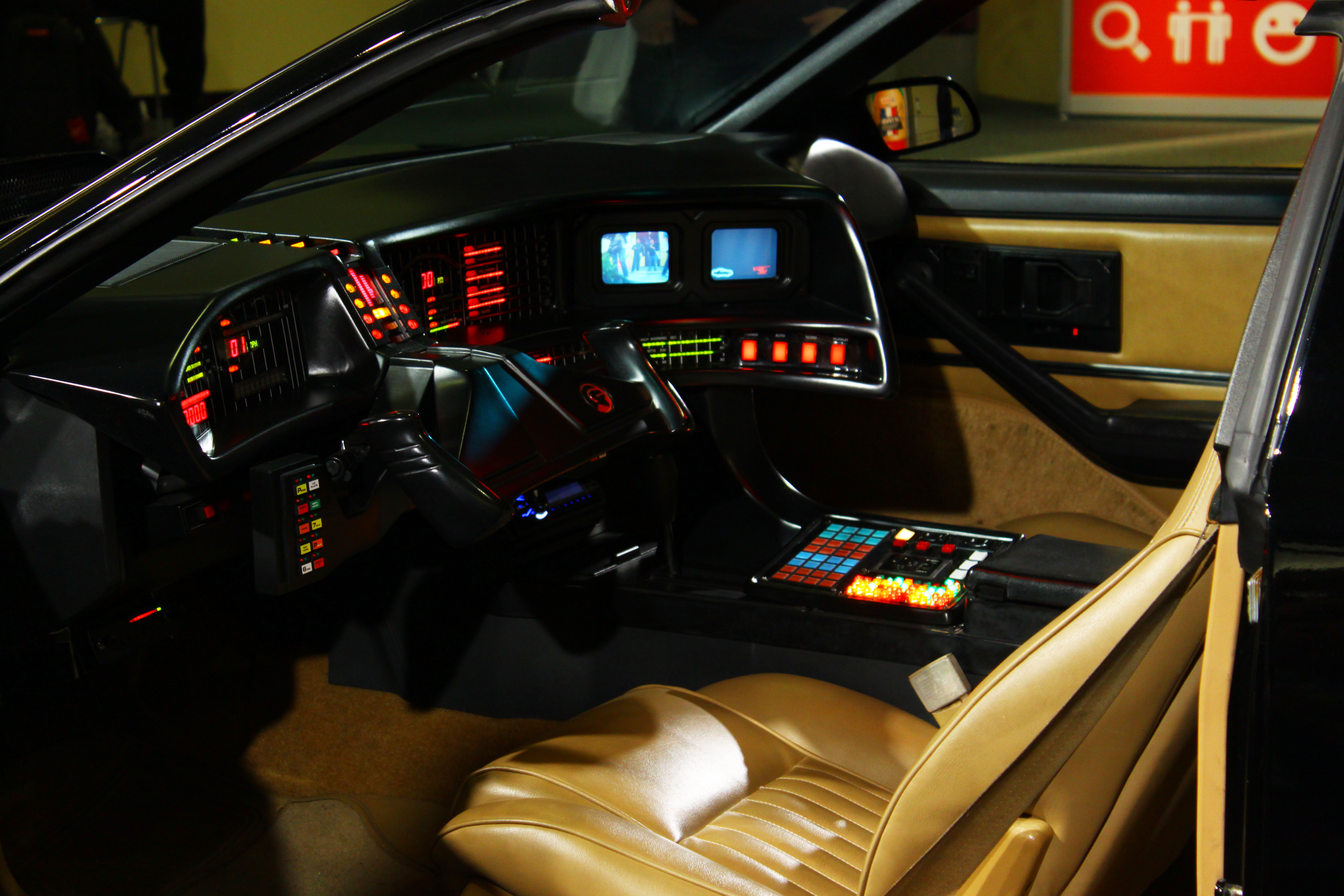
Het interieur van KITT.

Michael KnightEen voormalig politieagent die met een nieuwe identiteit de misdaad bestrijdt. Michael is het typische voorbeeld van een held die als het even kan geweld uit de weg gaat en bijna nooit vuurwapens gebruikt. Een soort moderne ridder die graag in z'n eentje (samen met zijn auto) opereert.
Devon MilesEen goede vriend van Wilton Knight en Michaels opdrachtgever. Hij komt in bijna elke aflevering voor en geeft Michael altijd informatie over zijn nieuwste opdracht. Devon is zeer ervaren in zijn werk en weet zich altijd uit lastige situaties te praten. Hij ergert zich geregeld aan Michaels roekeloze gedrag. In de film Knight Rider 2000 wordt Devon vermoord.
Bonnie BarstowKITTs hoofdmonteur in seizoenen 1, 3 en 4. Ze heeft voor Michael en KITT dezelfde rol als Q voor James Bond. Ze komt vaak met nieuwe gadgets voor KITT. Bonnie lijkt een oogje te hebben op Michael.
April CurtisNam in seizoen 2 de rol van Bonnie over als KITTs hoofdmonteur. Ze had ook ervaring op het gebied van geneeskunde. Ze verdween zonder verklaring uit de serie toen Bonnie terugkeerde in seizoen 3.
RC3 (Reginald Cornelius III)werd lid van het team in seizoen 4. Hij voegde nieuwe talenten toe aan het FLAG-team, waaronder zijn "straatwijsheden" en versterking voor Michael in gevechten. Hij redt Michael meerdere malen, maar komt zelf ook vaak in de problemen.
KITT (Knight Industries Two Thousand)De kunstmatig intelligente auto en voor veel fans toch wel de ster van de serie. KITT is ontworpen door Wilton Knight, de oprichter van FLAG. Hij is een bijna onverwoestbare auto met een groot aantal wapens en gadgets om Michael bij te staan in zijn missies.

## Rolverdeling
- David Hasselhoff als Michael Long / Michael Knight / Garthe Knight
- William Daniels als de stem van KITT (onvermeld)
- Edward Mulhare als Devon Miles
- Patricia McPherson als Bonnie Barstow (Seizoen 1, 3 en 4)
- Rebecca Holden als April Curtis (Seizoen 2)
- Peter Parros als RC3 - Reginald Cornelius III (Seizoen 4)

### Bijrollen
- Larry Anderson als Michael Long (1982-1984)
- Richard Basehart als Wilton Knight / Verteller (1982-1986)
- Phyllis Davis als Tanya Walker (1982-1984)
- Lance LeGault als Vernon Gray (1982-1984)
- Pamela Susan Shoop als Maggie (1982-1985)
- Alex Kubik als Luger (1982-1985)
- Jack Starrett als Hagen (1983-1985)
- Catherine Hickland als Stephanie "Stevie" March (1983-1986)
- Ann Turkel als Adrianne Margeaux / Bianca (1983-1985)
- Peter Cullen als stem van KARR (1982)
- Paul Frees als stem van KARR (1984)

## Spin-offs
- De tweedelige aflevering "Mouth of the Snake" diende als basis voor de korte serie Code of Vengeance.
- In 1997 kwam de serie Team Knight Rider uit met daarin een groep intelligente auto’s met hun bestuurders.
- Knight Rider 2000: een televisiefilm waarin KITT een nieuw lichaam krijgt. De film diende als pilot voor een nieuwe serie, maar die kwam niet van de grond.
- Knight Rider 2010: een tweede televisiefilm die vrijwel niets meer te maken had met de originele serie.
- In 2008 verscheen er een nieuwe Knight Rider-film. In deze film wordt een nieuwe KITT geïntroduceerd, ditmaal een Ford Mustang Shelby GT500 KR. Ook deze film dient als pilot voor een nieuwe serie.

## Vervolg
In 2008 kreeg de serie een vervolg, eveneens getiteld Knight Rider. Deze serie werd geïntroduceerd met de televisiefilm van eerder dat jaar.
In 2016 gingen er geruchten dat er nogmaals een vervolg van Knight Rider, genaamd Knight Rider Heroes zou komen. Maar dit bleek slechts een reclamestunt te zijn voor het kenmerkende zwarte lederen jasje dat Michael in de serie altijd droeg. Deze werd in een beperkte oplage verkocht via internet.

## Nalatenschap
Het succes van Knight Rider inspireerde andere shows over misdaadbestrijders met high-tech voertuigen, zoals Airwolf, Viper, Street Hawk, Blue Thunder en The Highwayman. Er waren ook een paar animatieseries geïnspireerd door Knight Rider, zoals Turbo Teen en Pole Position.
Verschillende speelgoedversies van KITT werden uitgebracht toen de serie aansloeg. Ook andere merchandising werd uitgebracht, meestal met KITT als basis. In 1986 werd Knight Rider omgezet tot een computerspel, maar dit spel werd maar in beperkte oplage uitgebracht. Later verscheen Knight Rider the Game, uitgebracht door Davilex International.
Knight Rider was een van de eerste series die bekende muzieknummers verwerkte in de afleveringen. Om kosten te besparen werden deze nummers vaak opnieuw opgenomen door een coverband. Het thema van de intromuziek lijkt ontleend te zijn aan Delibes' ballet Sylvia (3e akte, Grand cortège de Bacchus). In 1983 werd de intromuziek van de serie uitgebracht op een 45-toerenplaat onder de titel Kitt The Amazing Car of Tomorrow. In 1999 kwam TV Junkeez feat. KITT - "Knight Rider" uit. Onder de naam Michael Knight bracht DMX Krew een 12" vinyl, Knight Ryder uit met een cover van de intro.